# Zarapicos
Zarapicos település Spanyolországban, Salamanca tartományban. Zarapicos Carrascal de Barregas, San Pedro del Valle, Almenara de Tormes és El Pino de Tormes községekkel határos. Lakosainak száma 49 fő (2024).

## Népesség
A település népessége az elmúlt években az alábbi módon változott:
| Lakosok száma | 66   | 95   | 69   | 69   | 54   | 51   | 55   | 58   | 60   | 49   |
|               | 2001 | 2004 | 2007 | 2009 | 2012 | 2014 | 2017 | 2019 | 2022 | 2024 |